# Geophilus strictus
Geophilus strictus är en mångfotingart som beskrevs av Robert Latzel 1880. Geophilus strictus ingår i släktet Geophilus och familjen storjordkrypare.
Artens utbredningsområde är Kroatien. Inga underarter finns listade i Catalogue of Life.